# Великий Велч
Великий Велч (пол. Wielki Wełcz, нім. Groß Wolz) — село в Польщі, у гміні Ґрудзьондз Ґрудзьондзького повіту Куявсько-Поморського воєводства.
Населення — 363 особи (2011).
У 1975-1998 роках село належало до Торунського воєводства.

## Демографія
Демографічна структура станом на 31 березня 2011 року:
|          | Загалом | Допрацездатний вік | Працездатний вік | Постпрацездатний вік |
| -------- | ------- | ------------------ | ---------------- | -------------------- |
| Чоловіки | 185     | 54                 | 115              | 16                   |
| Жінки    | 178     | 36                 | 115              | 27                   |
| Разом    | 363     | 90                 | 230              | 43                   |